# Kenzo Tagawa
Kenzo Tagawa (21 ottobre 1996) è un judoka giapponese.

## Palmarès

### Vittorie nel circuito IJF
| Data             | Località   | Paese    | Categoria  |
| ---------------- | ---------- | -------- | ---------- |
| 23 febbraio 2018 | Düsseldorf | Germania | Grand Slam |
| 11 agosto 2018   | Budapest   | Ungheria | Grand Prix |